# Pamida
Pamida was een warenhuisketen met meer dan 175 vestigingen in 16 staten in het Middenwesten en het West-Centraal-Westen van de Verenigde Staten. Pamida werd in 1963 opgericht door D.J. Witherspoon en Lee Wegener. De winkels waren over het algemeen gevestigd in kleinere, landelijke gemeenschappen met 3.000 tot 8.000 inwoners. De naam Pamida bestaat uit de eerste twee letters van de voornamen van de drie zonen van medeoprichter DJ (Jim) Witherspoon: Pat, Mike en David.

## Geschiedenis
Pamida vond zijn oorsprong in een budgetwinkel, die in 1938 werd opgericht door Jim Witherspoon, een bedrijf dat in 1948 bekend werd als NuWay Drug Service. De overname van een distributiebedrijf door Witherspoon in 1962 bracht Lee Wegener in het bedrijf, waarmee Pamida Inc. werd opgericht als holding voor de bedrijven van Witherspoon. In 1963 openden Witherspoon en Wegener hun eerste discountwinkel in Knoxville, Iowa. Al snel volgde een tweede winkel in Oskaloosa, Iowa. Daarna breidde de winkels zich snel uit naar het hele Middenwesten, voornamelijk als franchisewinkels van Gibson's Discount Center, maar ook onder andere namen. Pamida werd in 1969 een naamloze vennootschap. Pamida werd uiteindelijk de grootste franchisenemer van Gibson, met 74 winkels.  Tegen het einde van de jaren 1970 trok Pamida zich echter terug uit de Gibson's-franchise, waarbij de nadruk werd gelegd op de bouw van grotere winkels in de gevestigde markten in plaats van op de uitbreiding naar nieuwe markten, en waarbij de winkels onder de merknaam Pamida verder werden geëxploiteerd.
Witherspoon en Wegener verkochten Pamida in 1981 aan de werknemers en in 1986 verwierf een onderdeel van Citicorp een meerderheidsbelang in het bedrijf. In 1994 werden ook diverse voormalige Fisher's Big Wheel -winkels overgenomen. In 1999 kocht Shopko Stores, Inc. Pamida voor $ 110 miljoen en exploiteerde het als een aparte divisie binnen Shopko. In 2000 nam Shopko de discounter P.M. Place Stores uit Missouri over, waarna de P.M. Place-locaties in Pamida-winkels werden omgedoopt. In 2005 werd Shopko gekocht door een dochteronderneming van Sun Capital Partners, Inc., een particuliere investeringsmaatschappij. In 2007 werd Pamida afgescheiden van Shopko en vestigde vervolgens haar hoofdkantoor opnieuw in Omaha, Nebraska. Op 4 januari 2012 werd aangekondigd dat Shopko en Pamida zouden fuseren en dat de winkels van Pamida een nieuwe naam zouden krijgen: Shopko Hometown-winkels. Zeven Pamida-winkels, in Sparta, Michigan; Litchfield, Minnesota; Ontonagon, Michigan; Albia, Iowa; Chelsea, Michigan; Corydon, Iowa; en Mount Vernon, Missouri, werden gesloten in plaats van omgebouwd tot Shopko Hometown. 
De Shopko Hometown-winkels sloten in 2019, samen met de rest van de keten, toen Shopko failliet ging en werd geliquideerd. 

## Galerij

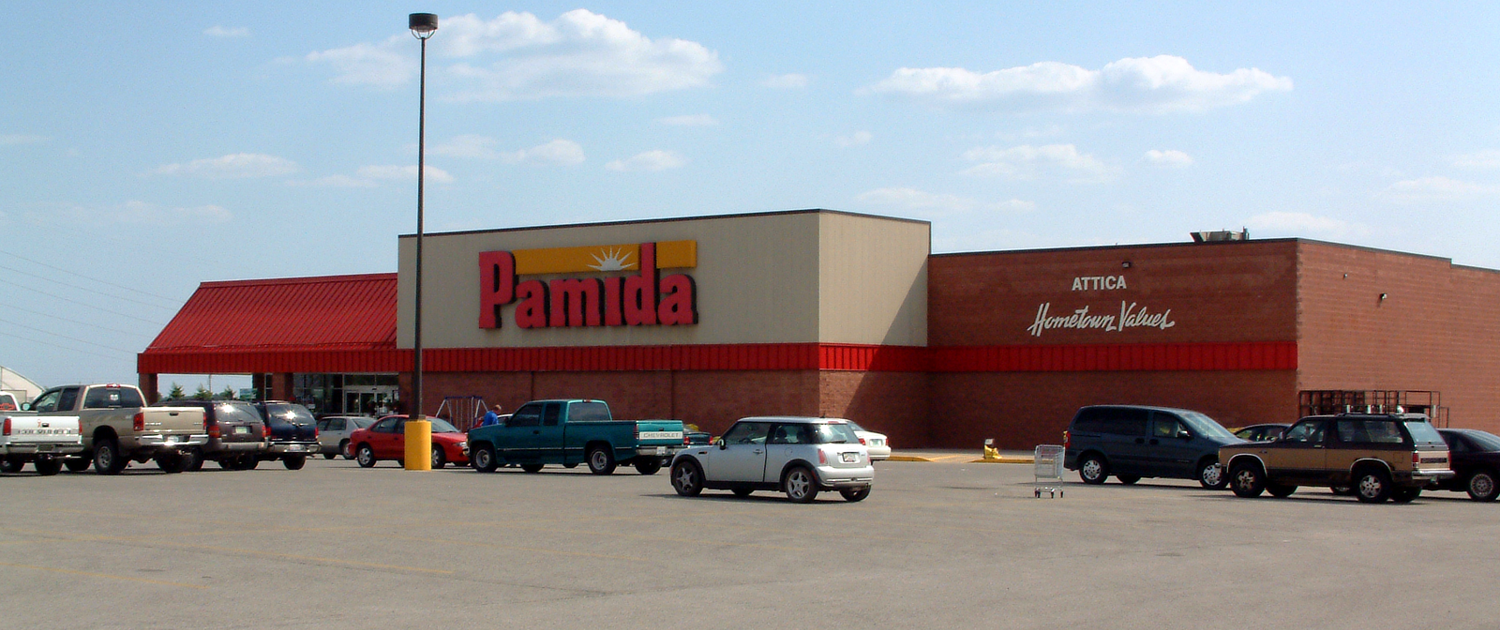
Pamida-winkel in Attica, Indiana
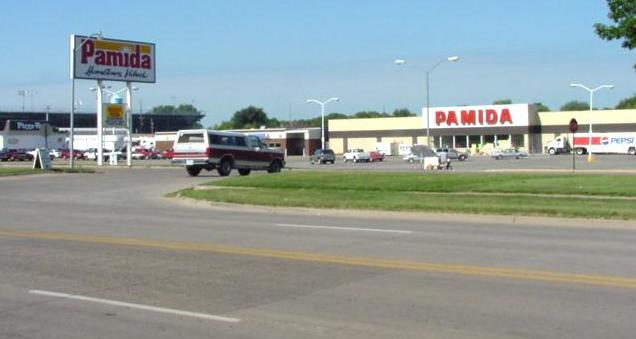
Eerste Pamida-winkel (Knoxville, Iowa)